# Juliana Jendo
Juliana Jendo, född i Tel Tamer i Syrien, är en assyrisk sångerska, nu boende i Michigan i USA.  
Hon har blivit en av de mest produktiva assyriska sångerskorna med många släppta album under sin karriär. 
Juliana Jendo har släppt några album på arabiska men mestadels på assyriska. Hon framför barnens låt "Alap Beth" samt "Lele Kool Watan Yima", "A jowanka manileh", "Ayneh Kharshaneh", och många andra sånger på assyriska. 
Hon kallas ibland "Drottningen bland assyriska sångerskor". Jendo profilerade sig i 2006 års dokumentär De sista assyrierna (Les derniers Assyriens). Hon har spelat huvudrollen i två assyriska filmer och Juliana var den första assyriska sångerska som framfört sånger på assyriska språkets alla dialekter, med låtar som till exempel Sako, Krihmaloch habibo, Athro halyo och många fler.

## Diskografi
- 1987 – Mardita
- 1988 – Khater Aynatoukh
- 1990 – Love & Dance
- 1993 – Wardeh Deesheh
- 1994 – The Flowers Of Assyria
- 1994 – Qadari (Arabiska)
- 1995 – Athro Halyo
- 1998 – Ashek D'Mathwathan
- 2003 – Mellatti
- 2008 – Elemo Halyo
- 2008 – Tel Kepeh (Arabiska, Arameiska)
- 2010 – Golden Tunes
- 2015 – Talibootha